# Doris Schuck
Doris Schuck (* 25. Januar 1958 in München) ist eine ehemalige deutsche Basketballspielerin.

## Laufbahn
Schuck brachte es zwischen Dezember 1977 und Juni 1982 auf 61 A-Länderspiele für die Bundesrepublik Deutschland. Sie nahm mit der bundesdeutschen Auswahl 1978 in Polen sowie 1981 in Italien an Europameisterschaftsendrunden teil.
Auf Vereinsebene spielte sie für Lotus München und trat 18 Jahre lang in der Bundesliga an. Sie gewann 1992 den deutschen Meistertitel und im Laufe ihrer Karriere viermal den deutschen Pokalwettbewerb. Achtmal wurde sie mit Lotus deutsche Vizemeisterin. Nach ihrer Zeit bei Lotus München war Schuck sechs Jahre lang Spielerin (vier davon als Spielertrainerin) des MTSV Schwabing, teils in der zweiten Bundesliga.
Ab 2001 brachte sich die beruflich als Lehrerin an einem Gymnasium tätige Schuck als Trainerin in die Jugendarbeit des MTV 1879 München ein, zudem betreute sie die MTV-Damen, die sich von der Kreisliga bis in die Regionalliga führte. Ihr und ihrem Ehemann László Baierle, der Leiter der MTV-Basketballabteilung wurde, wird zugeschrieben, in den 2000er und 2010er Jahren den Basketball beim MTV erheblich nach vorne gebracht zu haben.